# Tamdhu
Tamdhu é a única destilaria de uísque do Scotch Speyside do malte, situada na cidade de Knockando em Banffshire, Scotland.
A destilaria foi fundada em 1896 por um grupo de montadores, desejando participar na produção de seu próprio uísque. O primeiro uísque de malte foi destilado e embalado em 1897. Rapidamente passou para as mãos de Highland Distillers. A história da destilaria era bastante tranquila, sem mudança de proprietários, mas ainda marcada por uma longa dormência entre 1927 e 1947.
Sua capacidade de produção foi triplicada entre 1972 e 1975. A destilaria tem agora 3 lavagens e 3 alambiques de espírito. Sua produção anual de álcool puro é de 4 milhões de galões.
O uísque de Tamdhu é quase completamente usado para a produção de uísques misturados, como o "The Famous Grouse", "J & B" e "Cutty Sark". O engarrafamento de malte tradicional de Tamdhu não menciona sua idade, mas uma recente adição à sua linha de produtos inclui um engarrafamento de destilaria de 10 anos. Outros maltes simples são vendidos por engarrafadores independentes.
Foi anunciado que a partir de abril de 2010, a Destilaria Tamdhu, pertencente à subsidiária Highland Distillers do Grupo Edrington, estava sendo fechada. Em junho de 2011, a destilaria foi vendida a Ian MacLeod Distillers, que recomeçou a produção do single malt em maio de 2013.